# ويلو كريك (فلم)
ويلو كريك (بالإنجليزية: Willow Creek) هو فيلم رعب وغموض وإثارة تم انتاجه في الولايات المتحدة وصدر سنة 2013 من بطولة برايس جونسون وأليكسي غيلمور.

## القصة
تدور أحداث الفيلم في كاليفورنيا، حيث (جيم)، وحبيبته (كيلي) الذين يواجهان وحشًا أسطوريًا مرعبًا "بيغ فوت"، ويحاولان النجاة بأرواحهما منه.

## وصلات خارجية
- مقالات تستعمل روابط فنية بلا صلة مع ويكي بيانات
- ويلو كريك على IMDb
- ويلو كريك على Rotten Tomatos
- ويلو كريك على AllMvovie
- ويلو كريك على metacritic